# Переездное
Переездное (укр. Переїзне) — село на Украине, находится в Бахмутском районе Донецкой области.
Код КОАТУУ — 1420983503. Население по переписи 2001 года составляет 854 человека. Почтовый индекс — 84528. Телефонный код — 6274.

## Адрес местного совета
84528, Донецкая область, Бахмутский р-н, с. Звановка, проспект Победы, 1, 5-21-26